# Pablo Couñago
Pablo González Couñago (Redondela, Pontevedra; 9 de agosto de 1979) es un exfutbolista español. 
Debutó con el Real Club Celta de Vigo en un encuentro de Copa del Rey contra el Racing de Ferrol el 26 de noviembre de 1996, durante el partido de vuelta de la eliminatoria, que terminó con empate a 1 (el gol celtiña lo marco Pablo). Fue campeón del Mundial sub-20 de 1999, en el que consiguió la Bota de Oro del campeonato. Se retiró en junio de 2018, cerca de cumplir los 39 años.

## Clubes
| Club                 | País       | Año       |
| -------------------- | ---------- | --------- |
| Celta de Vigo        | España     | 1996-1997 |
| Celta de Vigo B      | España     | 1997-1998 |
| CD Numancia          | España     | 1998-1999 |
| Recreativo de Huelva | España     | 1999-2000 |
| Celta de Vigo        | España     | 2000-2001 |
| Ipswich Town         | Inglaterra | 2001-2005 |
| Málaga CF            | España     | 2005-2007 |
| Ipswich Town         | Inglaterra | 2007-2010 |
| Crystal Palace FC    | Inglaterra | 2010-2011 |
| Đồng Tâm Long An FC  | Vietnam    | 2012      |
| Kitchee SC           | Hong Kong  | 2012-2013 |
| Club Deportivo Choco | España     | 2013-2014 |
| FC Honka Espoo       | Finlandia  | 2014-2015 |
| PK-35 Vantaa         | Finlandia  | 2015-2016 |
| Alondras             | España     | 2016-2017 |
| Club Deportivo Choco | España     | 2017-2018 |

## Palmarés

### Copas nacionales
| Título  | Club       | País      | Año       |
| ------- | ---------- | --------- | --------- |
| Copa FA | Kitchee SC | Hong Kong | 2012-2013 |

### Copas internacionales
| Título         | Club                | Sede    | Año  |
| -------------- | ------------------- | ------- | ---- |
| Mundial sub-20 | Selección de España | Nigeria | 1999 |
| Copa Intertoto | Celta de Vigo       | España  | 2000 |

### Distinciones individuales
| Distinción                                  | Año  |
| ------------------------------------------- | ---- |
| Bota de oro en el Mundial sub-20            | 1999 |
| Balón de Bronce en el Mundial sub-20        | 1999 |
| Elegido en el once ideal del Mundial sub-20 | 1999 |